# Pandemia de COVID-19 en Croacia
La pandemia de COVID-19 en Croacia y puede no incluir todas las principales respuestas y medidas contemporáneas.
Hasta el 20 de febrero de 2022, se contabiliza la cifra de 1,041,524 casos confirmados, 14,869 fallecidos y 1,005,744 pacientes recuperados del virus.

## Antecedentes
La preocupación por la diseminación del virus comenzó después de la pandemia de COVID-19 en China continental y sus efectos a escala global. En Croacia, la preocupación aumentó debido a la cantidad de trabajadores chinos presentes en el Ponte Pelješac.
Los aeropuertos fueron preparados para luchar contra el virus. El Ministerio de la Salud alertó a los que viajaban a China para evitar personas enfermas, animales y mercados, además de aconsejar no comer comidas crudas o apenas pasadas, lavarse las manos y notificar a sus médicos que irían a China.

Número de casos (azul) y número de fallecidos (rojo) en una escala logarítmica.

## Evolución

### Febrero de 2020
En 25 de febrero, el primer caso de coronavírus en Croacia fue confirmado. Un hombre de 26 años de edad, que había visitado Milán, Italia, entre el 19 y el 21 de febrero, dio positivo al virus. A continuación, fue hospitalizado en el Hospital Universitario de Enfermedades Infecciosas Dr. Fran Mihaljević, en Zagreb.
El 26 de febrero, 2 nuevos casos fueron confirmados: el hermano gemelo del primer paciente fue hospitalizado en el mismo centro, mientras que un hombre que había trabajado en Parma fue hospitalizado en Rijeka. El mismo día, el Centro Clínico-Hospitalario de Osijek prohibió las visitas. Hasta el 29 de febrero, existían 7 casos confirmados en el país, en las ciudades de Zagreb y Rijeka.

### Marzo de 2020
El 2 de marzo, el octavo caso de coronavirus fue confirmado en el país. El 3 de marzo, se diagnosticó otro caso en Varaždin, un hombre que trabajaba como conductor en Italia. El 6 de marzo, otro caso fue confirmado en la ciudad, siendo un hombre de 60 años de edad.
El 7 de marzo, un caso más en Varaždin, elevando el número total a 12. El 9 de marzo, un caso fue confirmado en Istria, en la ciudad de Pula, tratándose de un hombre de Labin que había viajado a Italia por razones de trabajo.
El 10 de marzo, 2 nuevos casos fueron relatados, siendo ambos individuos que habían viajado a Austria y a Italia.
El 11 de marzo, el 16.º caso fue confirmado, un joven que había participado de una feria de Múnich. El mismo día, 3 casos más fueron diagnosticados; todos habían viajado a Austria o a Alemania. Una embarcación de Ancona con 93 pasajeros a bordo arribó al puerto de Split, de los cuales 57 eran ciudadanos croatas, 9 eran de Italia, 6 eran de Bosnia y Herzegovina, 3 eran de Montenegro y el resto eran de países diversos. En precaución, fueron puestos en cuarentena en el Hotel Zargreb.
El 12 de marzo, la primera recuperación del virus fue anunciada. El hermano gemelo del paciente cero había dado negativo en dos pruebas. Sin embargo, el mismo día, 8 nuevos casos fueron relatados. 3 de ellos estaban íntimamente relacionados con los pacientes de Rijeka, pero eran asintomáticos. Los otros 2 habían viajado de Austria y de Alemania hacia Zagreb. En Sisak, hubo la primera confirmación del virus, un paciente de Mošćenica que hubo trabajado en Italia. En Pula, dos casos más fueron relatados, ambos venidos de Italia.
El 13 de marzo, 5 nuevos casos fueron relatados; dos en Pula y tres en Zagreb. Uno de los casos era un niño; posteriormente, todos los niños del jardín de infancia frecuentado por el infectado fueron colocadas en cuarentena. Este caso marcó la primera infección de un niño en el país. Durante la noche del 13 al 14 de marzo, 14 trabajadores de Brodosplit fueron colocados en cuarentena tras volver del trabajo temporal en Italia.
El 14 de marzo, 5 nuevos casos fueron registrados, elevando el número de infectados totales a 37; en Zagreb, Varaždin, Sisak y Osijek. Los infectados de Osijek eran cónjuges de mediana edad de la ciudad de Ernestinovo. El paciente cero se recuperó y recibió el alta del hospital. A finales del día, 2 casos más fueron confirmados; una mujer que volvió de Rumanía y un pariente próximo de la pareja de Ernestinovo.
El 15 de marzo, 10 nuevos casos fueron relatados; cinco en Zagreb y cinco en Osijek, elevando el número a 51. Dos de los infectados de Zagreb eran médicos que fueron contaminados fuera del hospital y fueron puestos en aislamiento. El hospital fue entonces transformado en un centro de apoyo respiratorio para los casos más graves, mientras los otros pacientes fueron transferidos al Hospital Universitario de Zagreb, el Hospital Sisters of Charity o enviados a casa.
El 16 de marzo, 7 nuevos casos fueron confirmados; cinco en Zareb, uno en Rijeka y el primer caso en Karlovac, elevando el número total a 56. El diplomático Davor Božinović confirmó 174 denuncias de quiebra del régimen de aislamiento. El mismo día, fueron confirmadas dos recuperaciones en el país; el primero paciente hospitalizado en Rijeka y una joven en Zagreb.
El 17 de marzo, fueron relatados 13 nuevos casos, elevando el número total 69. El ministro de la Salud, Vili Beroš, declaró que 1 014 muestras sanguíneas fueron procesadas y que 9 598 personas estaban bajo control médico. Božinović confirmó el recibimiento de más de 500 denuncias de quiebra de autoaislamiento, 93 de las cuales violaron las medidas y se enfrentaron a sanciones. Se afirma que médicos fueron a esquiar a Austria sin informar previamente a sus superiores. Así, los primeros casos confirmados en Zabok y Slavonski Brod fueron originarios del territorio austríaco. El mismo día, los pacientes del Hospital Križine Split fueron transferidos al Hospital Firule Split, pues el primero era destinado exclusivamente a casos de coronavírus.
El 18 de marzo, Zoran Milanović, presidente del país, hizo un discurso televisado sobre la pandemia de coronavírus en Croacia. 20 nuevos casos fueron confirmados, incluyendo los primeros de la Dalmacia; una joven de Biograd, que había retornado de un viaje turístico a Zanzíbar vía Dubái con su hermana, y una pareja de ancianos hospitalizados en Split. El número de médicos infectados aumentó hasta 9.
El 19 de marzo, 16 nuevos casos fueron confirmados, elevando el número total a 105. Los primeros casos de Dubrovnik y Šibenik fueron relatados. El mismo día, un hombre anciano de Brtonigla, que murió el día anterior en auto-aislamiento, fue confirmado como portador del virus; sin embargo, no fue atestado si el virus causó su muerte.

El 20 de marzo, se notificaron 23 casos nuevos. Entre los nuevos casos se encuentra el primer caso de un sacerdote infectado; un sacerdote católico retirado de la archidiócesis de Vrhbosna que vivía en Sesvetski Kraljevec.  El primer caso se registró en las islas; un hombre de Vrboska en Hvar que había estado trabajando en Austria fue hospitalizado en Split. El mismo día, Arena Zagreb comenzó a convertirse en un hospital para casos más ligeros. El ministro Beroš informó haber recibido una donación de equipo médico de un hombre de Arabia Saudita.
El 21 de marzo, se notificaron 78 casos nuevos, incluido el primero en Koprivnica; una mujer que había pasado tiempo en el extranjero y que se había autoaislado después de regresar.
El 22 de marzo, un terremoto intenso (5.4 en la escala de Richter) azotó la ciudad de Zagreb, a las 6:24 a. m. y fue seguido por múltiples réplicas, siendo la más grande un evento de Mw4.8 a las 7:01 a. m. El terremoto también se pudo sentir en el resto de Croacia, Bosnia y Herzegovina, Hungría, Eslovenia y Austria. Fue el terremoto más fuerte en Zagreb desde el terremoto de 1880. El mismo día, se notificaron 29 nuevos casos de COVID-19, incluido el primer caso en Čazma; una mujer que había regresado de Turquía

### Mayo
El 1 de mayo, se notificaron nueve casos nuevos, todos en Split. Cuatro de ellos tenían lazos familiares con los infectados anteriormente, mientras que cuatro de ellos eran trabajadores médicos. Se confirmó que el brote de virus en el hogar de ancianos de Split el 7 de abril no fue el resultado de un error humano. El número de pacientes con respiradores disminuyó a diecinueve y 73 se recuperaron, mientras que seis personas murieron.
El 2 de mayo, se confirmaron tres nuevos casos; de Split, Knin y Osijek. El número de recuperados aumentó a 1,463, mientras que el número de pacientes con ventiladores disminuyó a diecisiete. Dos personas murieron en Split y Zagreb, respectivamente. El ministro Beroš confirmó que todos los infectados del condado de Istria se habían recuperado.
El 3 de mayo, se confirmaron ocho nuevos casos, uno de los cuales era enfermera de Split. El número de pacientes con ventiladores aumentó a diecinueve, mientras que 26 se recuperaron. Se registraron dos muertes.

## Impactos

### Economía
El 14 de marzo, el gobierno prohibió aumentos de precios y fijó el precio de 30 enero como el más alto posible para los siguientes productos: harina, leche, leche en polvo, huevos, azúcar, sal, arroz, macarrones, carne fresca, pescado, frutas, legumbres, carne enlatada, pez enlatado, aceite, comida para bebés, agua potable, detergentes, jabón en polvo, desinfectantes, alcohol, ropas y accesorios de protección, medicamentos, productos médicos y ropas de cama. El primer ministro de Croacia, Andrej Plenković, informó de la decisión un día después. La Inspección Provincial anunció que las fiscalizaciones de precios comenzaría el 17 de marzo, con multas variables de 3 000 a 15 000 HRK.
El 17 de marzo, Plenković anunció el cierre de centros comerciales, algunas tiendas, restaurantes, cines, teatros, salas de lectura, bibliotecas, academias, centros deportivos, academias de gimnasia, centros recreativos, escuelas de baile, talleres infantiles, exposiciones, ferias, bares y discotecas. El 18 de marzo, el hotel Le Méridien LAV anunció que sería cerrado del 23 de marzo al 15 de abril.

### Educación
El 11 de marzo, fue anunciado que jardines de infancia, escuelas y facultades en el condado de Istria serían cerrados a partir de 13 de marzo, con alumnos de las cuatro primeras series de la enseñanza fundamental acompañado las clases por el canal TELE HRT 3 o por el Microsoft SharePoint de las instituciones. El 13 de marzo, Plenković anunció que todos los jardines de infancia, escuelas y facultades estarían cerrados por una quincena a partir del 16 de marzo.
El 16 de marzo, el ministro de la Educación, Blaženka Divjak, confirmó que, el mismo día, la CARNET, responsable por las clases en línea en Croacia, había sido víctima de un ciberataque, lo que impedía la transmisión de clases en aquel momento. Más tarde, el mismo día, fue anunciado que la empresa había sufrido cerca de diez ataques cibernéticos durante el día; sin embargo, confirmó que las clases a distancia habían sido realizadas con éxito.

## Respuesta de la Unión Europea
A partir de finales del primer trimestre de 2020, varios de los Estados miembros de la Unión se confrontaron a la crisis sanitaria de la pandemia de COVID-19. El impacto mediático generado por la situación, precipitó a los gobiernos nacionales y a las instituciones europeas a una situación sin precedentes, que en marzo, llevó a que los Estados miembros aceptaran la recomendación emitida por la Comisión Von der Leyen sobre lo que deberían hacer para restringir la entrada en el territorio a los residentes extracomunitarios. Casi al mismo tiempo, la Comisión lanzó su primera reserva de material médico con el fin de repartirlo a los Estados de la Unión más afectados por la pandemia.
En abril se sucedieron numerosas acciones políticas en respuesta a la crisis. En primer lugar reaccionó el Banco Central Europeo (BCE) con un programa de compra de títulos para evitar el colapso de los mercados de deuda, lo que contribuyó a estabilizar la situación financiera. Entonces, tras ser aprobada por primera vez la denominada “cláusula general de salvaguarda” prevista para escenarios de graves crisis generalizadas que afecten a la eurozona, la Comisión pudo levantar los límites que fijaba el pacto de estabilidad y crecimiento. De esta forma se autorizó a los gobiernos nacionales a inyectar en la economía tanto dinero «como fuese necesario». A dicha flexibilización se añadieron también los cambios en la autorización de ayudas públicas, ya que la normativa permitió otorgar hasta 800.000 euros por compañía en forma de subvención directa o ventajas fiscales. De manera complementaria, el Eurogrupo logró un acuerdo la segunda semana de abril que estableció los detalles de la primera red de seguridad comunitaria contra los efectos de la pandemia.
Pero el anuncio más destacado llegó el 18 de mayo de 2020, cuando en una rueda de prensa Merkel y Macron presentaron un plan para la UE en el marco de la crisis de la pandemia. Este impulso se integró con varias acciones institucionales de las semanas anteriores, y sirvió de base al plan recuperación económica (Next Generation EU) presentado por Von der Leyen la semana siguiente. Empero, el anuncio conjunto de Merkel y Macron fue impulsado por un fallo del Tribunal Constitucional de Alemania, que días antes había puesto en duda la independencia del Banco Central Europeo (BCE) para mantener a flote las economías de los miembros más vulnerables de la organización, así como la gobernabilidad de la UE. Hasta entonces, Merkel —quien ocho años antes, en el punto más álgido de la crisis del euro, aseguró que no habría eurobonos «mientras yo viva»— se había opuesto a la propuesta de Macron para crear un fondo que obligaría a los 27 a aumentar la deuda de forma conjunta.
En diciembre de 2020, la vacuna Tozinameran contra la COVID-19 logró la autorización de comercialización en la UE. BioNTech (Societas europaea), el laboratorio al origen de dicho producto, había recibido más de 9 millones de euros de financiación de la UE para la investigación durante la década precedente. Además, en junio fue beneficiario de un préstamo de 100 millones de euros del Banco Europeo de Inversiones (BEI), respaldado por la UE. Esto ayudó al laboratorio alemán a ampliar sus capacidades de fabricación y a suministrar la vacuna a nivel mundial.
En el plano internacional, durante el mes de mayo la Comisión lanzó la "Respuesta mundial al coronavirus", una acción que perseguía el «acceso universal a vacunas, tratamientos y tests de coronavirus asequibles». En la primera jornada del evento quedó cubierto el objetivo monetario de 7400 millones de euros, más de un tercio de los cuales procedían de la UE y sus Estados miembros. Este “maratón mundial de donantes”, dio paso al lanzamiento de una campaña denominada Global Goal: Unite for our Future que culminó el 27 de junio con una cumbre mundial de donantes, presidida por Von der Leyen, que recaudo 6.150 millones de euros.